# Uca crenulata
Espèce
Synonymes
- Gelasimus crenulatus Lockington, 1877 - protonyme[1]
- Leptuca crenulata (Lockington, 1877)[2]
- Uca (Leptuca) crenulata (Lockington, 1877)[1]

Uca crenulata ou Leptuca crenulata, communément appelé Crabe violoniste du Mexique, est une espèce de crustacés de la famille des Ocypodidae. On le trouve dans le Pacifique est.

## Publication originale
- (en) William Neale Lockington, « Remarks on the Crustacea of the West coast of North America, with a catalogue of the species in the museum of the California Academy of Science », Proceedings of the California Academy of Science, San Francisco, Inconnu, vol. 7,‎ 1876, p. 145-156 (ISSN 0068-547X, OCLC 2255608, DOI 10.5962/BHL.PART.27537, lire en ligne).